# Samanlıq
Samanlıq är en ort i Azerbajdzjan. Den ligger i distriktet Gädäbäy rajon, i den västra delen av landet, 300 km väster om huvudstaden Baku. Samanlıq ligger 1 359 meter över havet och antalet invånare är 1 824.
Terrängen runt Samanlıq är huvudsakligen kuperad, men västerut är den bergig. Närmaste större samhälle är Zäyäm Cırdaxan, 16,2 km norr om Samanlıq. 
Trakten runt Samanlıq består i huvudsak av gräsmarker. Runt Samanlıq är det ganska tätbefolkat, med 70 invånare per kvadratkilometer.